# کلاه‌سیاه
کلاه‌سیاه، روستایی از توابع بخش مرکزی شهرستان ثلاث باباجانی در استان کرمانشاه ایران است.

## جمعیت
این روستا در دهستان خانه‌شور قرار دارد و براساس سرشماری مرکز آمار ایران در سال ۱۳۸۵، جمعیت آن ۱۴۹ نفر (۲۸خانوار) بوده‌است.

## آب آشامیدنی
آب آشامیدنی روستای کلاسیاه تا پیش از زلزلهٔ ۱۳۹۶ از مجتمع آب‌رسانی تأمین می‌شد، اما پس از زلزله آب چشمه کاهش یافت و دیگر قادر به پاسخگویی نبود. یکی از خیرین روستا در سال ۱۳۹۸ یک دهنه چشمه خریداری کرد که در ملک شخصی واقع بود و اداره کل آب و فاضلاب استان کرمانشاه در این چشمه ایستگاه پمپاژ، لوله‌گذاری و ساخت مخزن را به انجام رساند. با این وجود لوله‌های خط انتقال آب کم‌قطر و طولانی هستند و آب این چشمه نیز آهکی و دارای رسوب‌دهی زیادی است و شست و شو نشدن لوله‌ها هر چند روز یک‌بار سبب گرفتگی لوله و کدر شدن آب شده‌است. در دی ۱۴۰۱ سرپرست روابط عمومی اداره کل آب و فاضلاب استان کرمانشاه از حل معضل آب آشامیدنی روستای کله‌سیاه از طریق تعویض بخشی از خط انتقال به طول ۲۰۰ متر که بیشترین میزان رسوب را دارد و نصب دستگاه الکتروموتور جدید خبر داد.